# 藍田聖保祿中學
藍田聖保祿中學（英語：St. Paul's School (Lam Tin)）為香港九龍觀塘區藍田一所天主教女子中學，是沙爾德聖保祿女修會於香港成立的第三所學校，與位於港島銅鑼灣的聖保祿學校和跑馬地聖保祿中學是姐妹學校。該校創校於1970年，原名為聖保祿女子中學，1997年易名藍田聖保祿中學。該校北面和西面有地盤正在發展公營房屋，預計2026年和2031年落成。

## 歷史
1970年：沙爾德聖保祿女修會成立「聖保祿女子中學」。建校初期曾借用隔鄰聖言中學校舍開辦中一課程。
1972年：校舍落成啟用。當時由麥理浩夫人舉行開幕儀式，並由已故徐誠斌主教祝福。
1985年：首屆學生會成立。
1997年：校方認為毋需標籤「女子」二字，更名為「藍田聖保祿中學」。

### 歷任校監、校長
歷任校監：
1. Pierre de Marie Rohart修女（1970年－1971年）
2. Marie Pauline Wong修女（1971年－2004年）
3. Sister Joanna 張月娥修女（2004－現任）

歷任校長：
1. Marie Pauline Wong修女（1970年－1989年）
2. 辛麥淑賢女士（1989年－2003年）
3. 王景華博士（2003年－2013年）
4. 王美德女士（2013年－2024年）
5. 熊旭儀女士（2024年－現任）

## 班制
2014年度，藍田聖保祿中學在校學生約1200人，分佈於30個班別。中一至中六設5個班別（A、B、C、D、E），每班約25-35人。除了中文、宗教、中史及普通話科，所有課程均以英語授課。

## 學社
藍社（Sapphire House）
學社顏色是藍色
綠社（Emerald House）
學社顏色是綠色
黃社（Amber House）
學社顏色是黃色
紅社（Ruby House）
學社顏色是紅色

### 投球運動
藍田聖保祿中學為本港少數提倡投球運動的學校，為求讓學生保持儀態，避免橫衝直撞，因此放棄會發生較多碰撞的籃球，並教導在校學生投球運動。

## 公開考試佳績
藍田聖保祿中學是於歷屆的香港中學文憑考試曾出產「7科5**狀元」（在甲類科目中至少3個選修科及4個核心科獲得5**成績）的43間學校之一。截至2025年，共有1位。

## 香港傑出學生選舉
截至2024年（第39屆），藍田聖保祿中學在香港傑出學生選舉共出產2名傑出學生。

## 事件

### 歷史科教師校內跳樓亡
2013年10月23日下午6時許，一名新入職的30歲男教師葉進年（Johnny Yip），疑不堪工作壓力，在留下遺書後於學校4樓天台跳樓身亡。

## 資料來源
1. ↑  聖保祿舊生投球聚首 （页面存档备份，存于）《東方日報》2009年4月23日
2. ↑  穿百褶裙　優雅上陣  女生投球是道 （页面存档备份，存于） 《蘋果日報》2015年1月28日
3. ↑  HK01. . HK01 (2021年7月21日) (HK01). 2021-07-21  [2021-08-25]. （原始内容存档于2021-07-30）.
4. ↑  . 香港 01. 2025-07-16  [2025-07-16].
5. ↑  . 青苗基金. 2022-06-01  [2022-06-01]. （原始内容存档于2021-08-07）.
6. ↑  . 蘋果日報. 2013-10-24  [2019-09-06]. （原始内容存档于2019-09-06）.
7. ↑  . 蘋果日報. 2013-10-25  [2019-09-06]. （原始内容存档于2019-09-06）.
8. ↑  . 東方日報. 2013-10-25  [2019-09-06]. （原始内容存档于2013-11-27）.

## 外部連結
- 藍田聖保祿中學（繁體中文）
  - （页面存档备份，存于）
- 藍田聖保祿中學校友會（页面存档备份，存于）（繁體中文）